# 사단 목록
이 문서는 군사에서 사단에 관한 목록을 모은 색인 문서이다.

## 나라별
- 독일
  - 독일 국방군의 사단 목록
- 미국
  - 미국 육군의 사단 목록
  - 미국 해병대의 사단 목록
  - 미국 공군의 사단 목록
- 영국
  - 영국의 제1차 세계 대전 당시의 사단
  - 영국의 제2차 세계 대전 당시의 사단(영어판)
- 오스트레일리아
  - 오스트레일리아의 제2차 세계 대전 당시의 사단 목록(영어판)
- 이탈리아
  - 이탈리아의 제2차 세계 대전 당시의 사단 목록(영어판)
- 인도
  - 영국령 인도 육군의 제1차 세계 대전 당시의 전투 서열(영어판)
  - 영국령 인도 육군의 제2차 세계 대전 당시의 사단 목록(영어판)
- 일본
  - 일본 제국 육군의 사단 목록
  - 육상자위대의 사단 목록
- 캐나다
  - 캐나다의 제1차 세계 대전 당시의 사단 목록(영어판)
  - 캐나다의 제2차 세계 대전 당시의 사단 목록(영어판)
- 폴란드
  - 폴란드의 제2차 세계 대전 당시의 사단 목록(영어판)
- 핀란드
  - 핀란드의 겨울 전쟁 당시의 사단 목록(영어판)
  - 핀란드의 계속 전쟁 당시의 사단 목록(영어판)
- 프랑스
  - 프랑스의 제1차 세계 대전 당시의 사단 목록(영어판)
  - 프랑스의 제2차 세계 대전 당시의 사단 목록(영어판)
- 한국
  - 대한민국 육군의 사단 목록

## 같이 보기
- 연대 목록 (군사)
- 여단 목록
- 군단 목록
- 사령부 목록

| Disambiguation icon | 이 문서는 명칭이 같고 같은 종류에 속하는 여러 대상을 연결하는 색인 문서입니다. |